# Baraguá (película)
Baraguá es una película histórica cubana, realizada por el Instituto Cubano del Arte e Industria Cinematográficos (ICAIC) y dirigida por José Massip. La película se basa en la Protesta de Baraguá (15 de marzo de 1878), hecho histórico de la larga guerra de Independencia cubana en la que el general español Arsenio Martínez-Campos Antón (personificado por el actor chileno Nelson Villagra) y el mayor general del Ejército Libertador de Cuba, Antonio Maceo (Mario Balmaseda), se entrevistaron en «Mangos de Baraguá». El general Maceo hace saber al representante español la insatisfacción de los revolucionarios cubanos con el Pacto de Zanjón y que no aceptaban la paz ahí firmada sin que se le concediera a Cuba la independencia total.
La película narra las luchas previas al encuentro, mostrando, en escenas muy bien logradas, los combates entre las tropas revolucionarias y el ejército español. Las tropas de Maceo y Máximo Gómez (José Antonio Rodríguez), se encuentran debilitadas y son frecuentes las deserciones y traiciones, lo que provoca que un grupo de oficiales busqué una tregua con España y firman la «Paz de Zanjón», hecho que es reprobado por los dos principales líderes revolucionarios, los que luego de encontrarse y comentar lo que consideran una traición acuerdan continuar la guerra, pero previamente Maceo va a entrevistarse con la máxima autoridad española.
Maceo en la entrevista con Martínez-Campos (escenas finales de la película) le señala: «Ese documento no contempla la abolición de esclavitud ni la independencia». Martínez-Campos le dice: «Entonces, no nos entendemos», a lo que Maceo responde: «No, no nos entendemos». Esta discusión en Baraguá sepulta lo pactado en el Zanjón y reaviva la guerra independentista cubana.

## Reparto
| Mario Balmaseda        | Antonio Maceo                   |
| José Antonio Rodríguez | Máximo Gómez                    |
| Nelson Villagra        | General Arsenio Martínez-Campos |
| Sergio Corrieri        | Vicente García                  |
| Rogelio Meneses        | José Maceo                      |
| René de la Cruz        | Evaristo Encarnación            |
| Dagoberto Gaínza       | Liberato Portales               |